# Сеньковський Микола Іванович
Сеньковський Микола Іванович (нар.23 листопада 1893, Пирятин — †невідомо) — український фотохудожник, військовий фотограмметрист.

## Життєпис
Микола Іванович Сеньковський народився 23 листопада 1893 року в містечку Пирятин на Полтавщині у сім'ї колезького правника Івана Олександровича Сеньковського.
Закінчив кадетський корпус у Петербурзі, отримавши спеціальність «фотограмметрія».
В роки Першої світової війни був військовим фотографом у російській армії. Тоді вперше побував у Карпатах.
На початку 1920-х років Микола Сеньковський у зв'язку з непевною політичною ситуацією, поразкою визвольних змагань у Східній Україні вирішує емігрувати до Польщі. Він переїжджає на Гуцульщину, у Жаб'є (сучасна назва: Верховина)
У Жаб'ї Микола Сеньковський одружується з місцевою вчителькою Євгенією Поліщук. Пані Євгенія була родом з Тернопільщини, закінчила Коломийську учительську семінарію і організовувала у Верховині першу українську школу.
У 1924 році у Косові, а пізніше в Коломиї Сеньковський відкриває фотомайстерню та магазин радіо- та фототехніки. Друкує поштівки із власними світлинами і продовжує фотографувати.
У 1930 році Микола Сеньковський бере участь у Першій виставці української фотографіки у Львові. Там було представлено шість світлин фотографа: «Гуцулка», «Зимовий краєвид», «Весілля», «Гуцульська церква», «Школа», «Трембітають».
1931 року у сім'ї Миколи та Євгенії народжується син Юрій. Того ж року робота фотографа «Стара гуцулка» була відзначена премією «Гран-прі» на Міжнародній європейській фотовиставці в Парижі.
У вересні 1939 року, після оголошення Німеччиною війни Польщі, Микола Сеньковський перетинає польсько-румунський кордон разом з польськими військовими офіцерами.

## Подальша доля
Відомості про життєвий шлях фотографа уриваються 1939 роком. Є версія, що тоді Миколу Сеньковського було ув'язнено більшовиками, але ймовірніше, як пам'ятає син Юрій, фотограф покинув територію Польщі на автівці разом з польськими офіцерами.
Дата смерті Миколи Сеньковського невідома. Можливо, він помер під час Другої світової війни.
Опосередкованими даними про долю фотографа є декілька фактів, про які згадує Юрій Сеньковський: під час війни його тітка отримала продуктову посилку від Червоного хреста в Лондоні, відправлену невідомим, а вже у новітні часи довелось зустріти літню жінку, яка стверджувала, що познайомилася з його батьком в Англії, де той помер і похований на одному з лондонських кладовищ.
Дружина фотографа, пані Сеньковська, залишилась в Україні, вступила до лав українського націоналістичного підпілля, 1945 року була заарештована радянською владою, але змогла вирватись і продовжувала підпільну роботу уже у Львові. Була вдруге затримана при спробі перетину румунського кордону і 1947 року померла.

## Творчий доробок

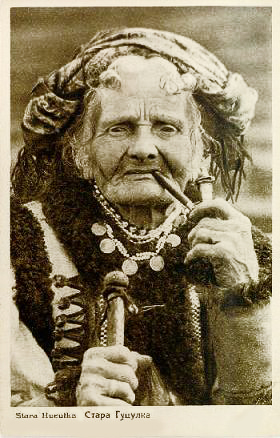
«Стара гуцулка», 1926 — світлина — володар гран-прі паризької фотовиставки

Микола Сеньковський відомий передусім своїми світлинами Карпат та їх корінного населення — гуцулів. Краєвиди, архітектуру, побут, мистецтво карпатського краю та типажі його мешканців початку XX століття задокументував він на своїх фотографіях.

### Пейзажні фото Карпат та карпатських містечок
З «видоківок» (від слова «вид», листівки з краєвидами), що були видрукувані у фотостудії М. Сеньковського впродовж 1920–1930х років постають краєвиди карпатських сіл і містечок: Косова, Города, Яремчі, Микуличина, Кутів, Яворова, Делятина, Дори, Татарова, Жаб'ї. Є тут види загальні і пейзажі окремих місцин. Пам'ятки природи, архітектури і навіть промислові об'єкти потрапляють на поштові листівки початку століття. Серед останніх «Арт. фото М. Сеньковського» видавало, зокрема, картки з видом на косівські солеварні.
Не оминули об'єктива Сеньковського і інженерні споруди, що почали з'являтись у Карпатах на початку століття. Світлини мостів через Рибницю коло Косова, Прут коло Дори продавались поруч із видами на водоспад Гук і Скелясту браму на Рибниці. Залишив для нащадків Микола Сеньковський також вигляд віадука коло Делятина, що був зруйнований у 1944 році.
Серед архітектурних пам'яток, що їх зафіксував фотограф, є церква у Жаб'ї, костел і залізнична станція в Кутах, комплекс площі Ринок у Косові та ін.
Значна частина робіт Сеньковського присвячена природі Карпат. Мальовничі околиці Косова та Жаб'ї, а також Кутів, Яремчі, Микуличина постають на поштівках. Є тут пейзажі Сокільського хребта та гори Овідій коло Кутів, гори Острий біля села Город коло Косова, Каменистого хребта та гори Михалків у Косові, види на Чорногору з Жаб'ї, безліч світлин бурхливих карпатських річок Рибниці, Пруту, Чорного Черемошу, а також окремі пам'ятки природи, як-то Писаний Камінь чи Камінь Довбуша коло Ямної.
Щодо Чорногори, то її митець світлив не лише задля листівок. Саме Микола Сеньковський вперше в українській фотографії видав у 1931 році фотометричну панораму Чорногірського хребта під назвою «Східні Карпати — Чорногора». Її він відзняв з гори Кострича. Триметрова копія цієї панорами експонується в Музеї-садибі Михайла Грушевського у Криворівні. 

### Гуцульські типи
У 30-ті роки М. Сеньковським була видана серія листівок під назвою «Гуцульські типи». До неї ввійшли чоловічі та жіночі портрети у традиційних строях, які, поряд із своєю фотохудожньою цінністю, є хорошими ілюстраціями гуцульського побуту 20-30-х років XX століття. Гуцули і гуцулки позують у вишитих сорочках, у традиційних кептарях і сердаках, молодиці — у мистецьки вив'язаних хустках, старі жінки — у перемітках, голови старших чоловіків покриті волохатими клепанями, молодших — рогатими джумирями або багато прикрашеними крисанями. Усе це створює впізнаванні гуцульські образи.
Не лише постановочні портрети, а й правдиві сцени з гуцульського життя потрапили на листівки Сеньковського. Бокораші сплавляють ліс, вівчарі пасуть овець, жінки перуть білизну на річці, рибалки ловлять рибу, молодий легінь везе бринзу в бербеницях. Ці та інші світлини оживляють Гуцульщину І пол. XX століття.
Одна з фоторобіт серії, «Стара гуцулка», на якій Микола Сеньковський у 1926 році зафіксував портрет 90-річної народної співачки з с. Ясенів Горішній Марії Кречунєк (Чукутихи) у святковому вбранні з люлькою, була відзначена премією «Гран-прі» на Міжнародній європейській фотовиставці в Парижі 1931 року. До образу Чукутихи Микола Сеньковський звертався також у своїх роботах «Стара гуцулка в перемітці» і «Стара гуцулка з палицею».

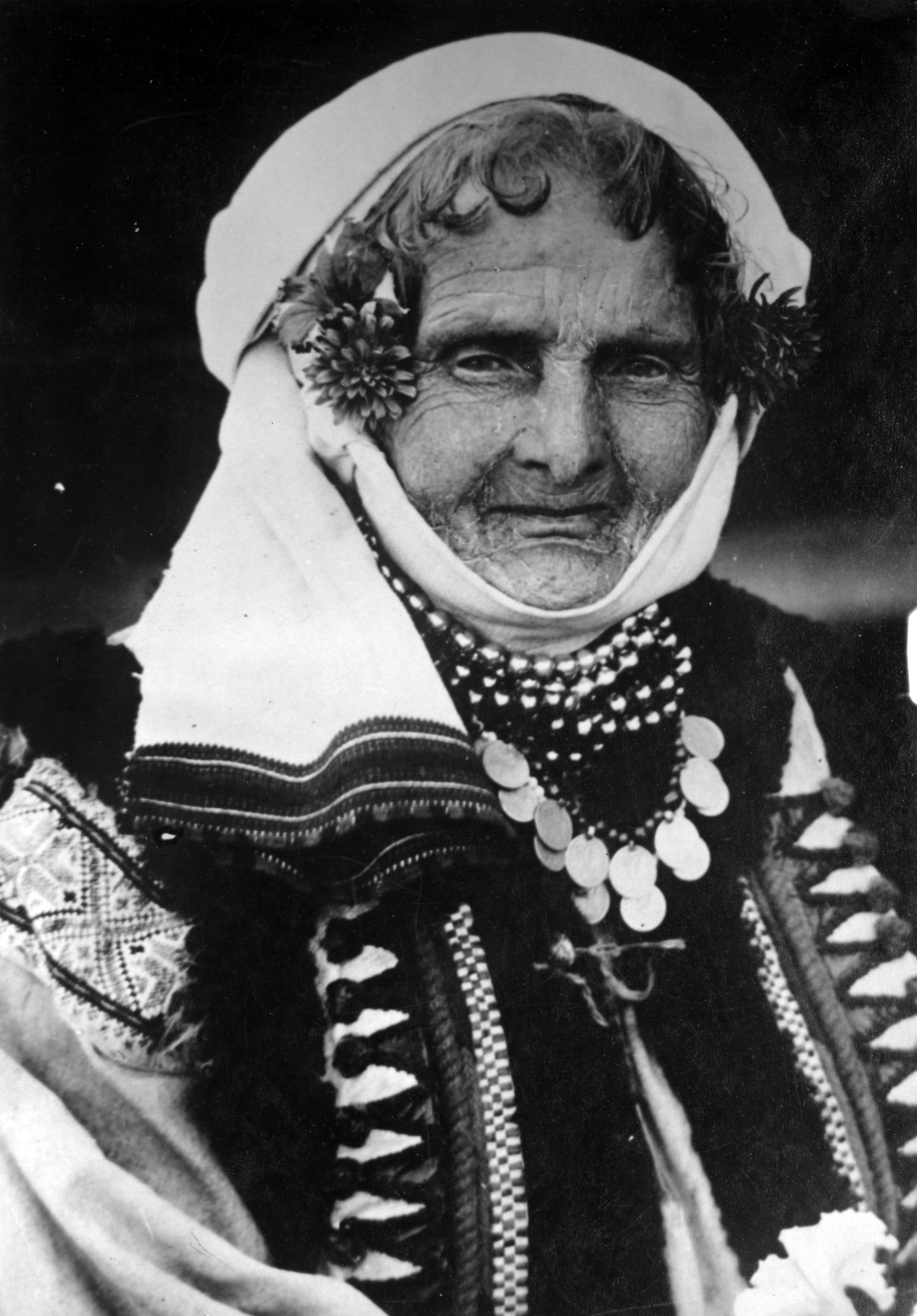
Чукутиха в перемітці
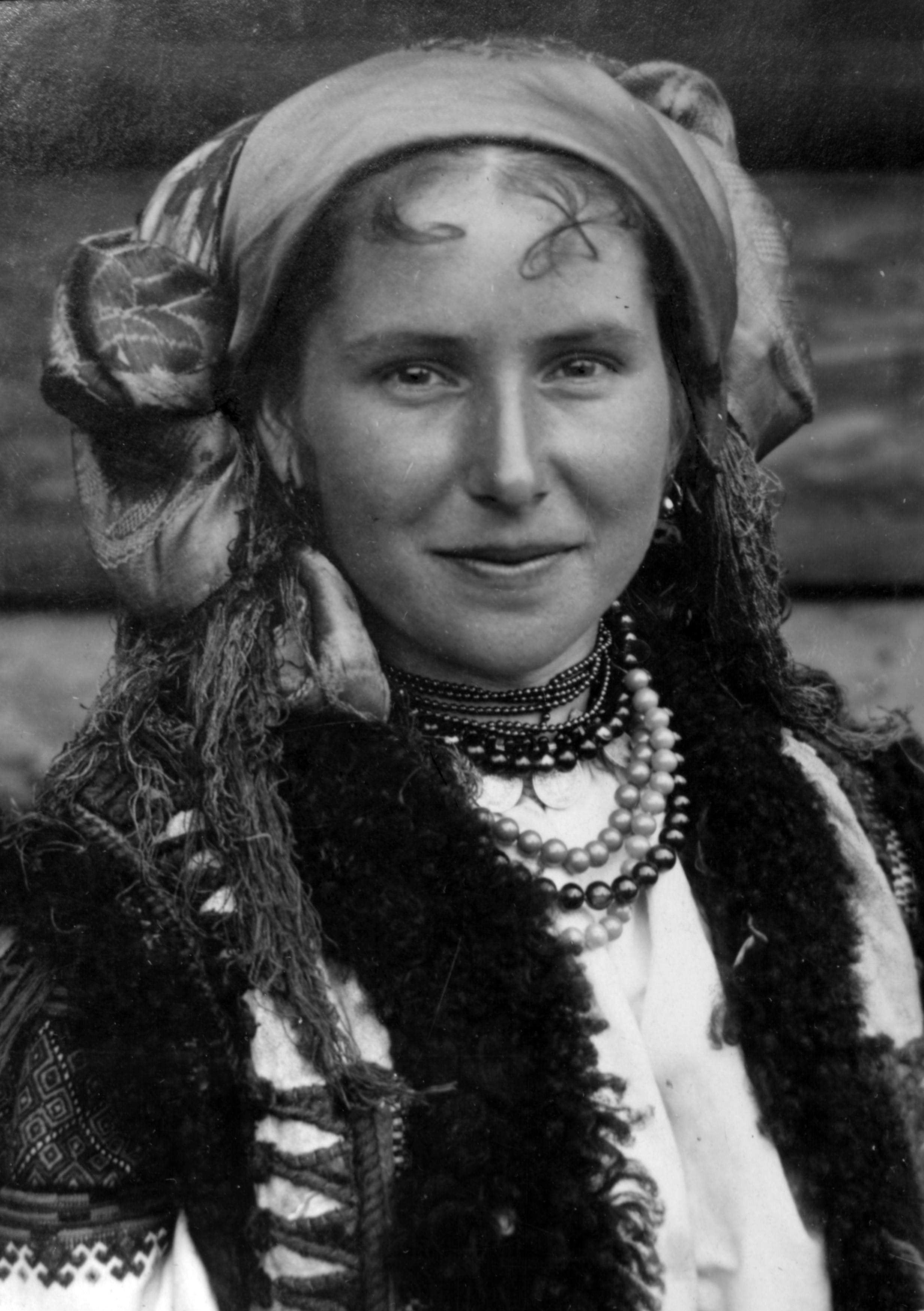
Гуцулка
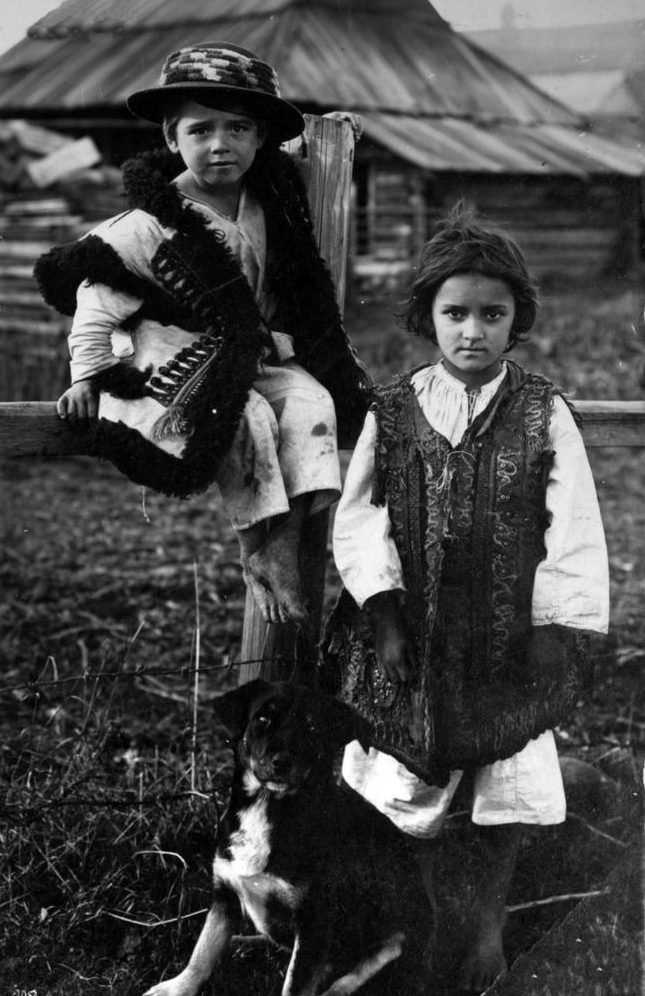
Гуцульські діти
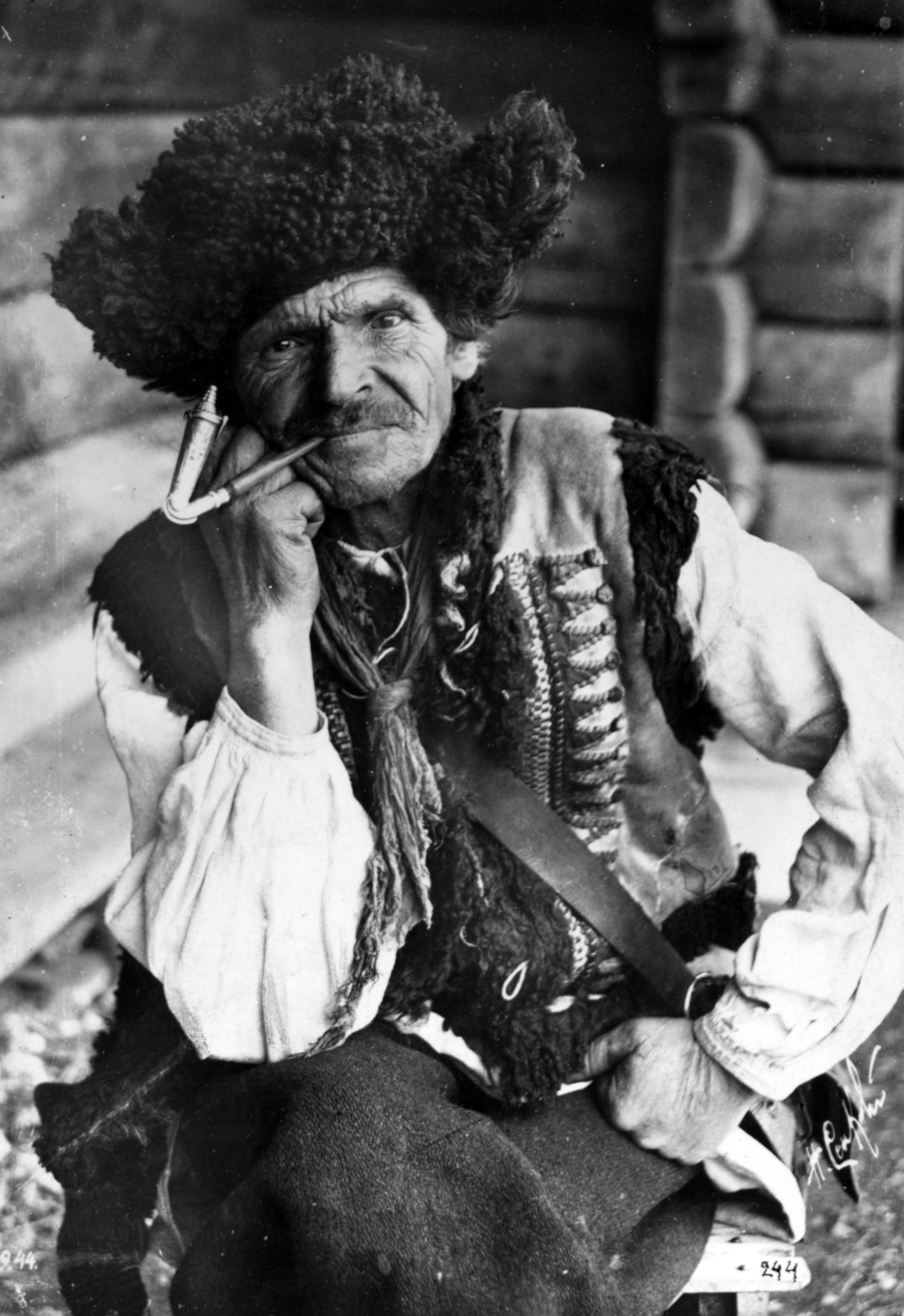
Гуцул з файкою
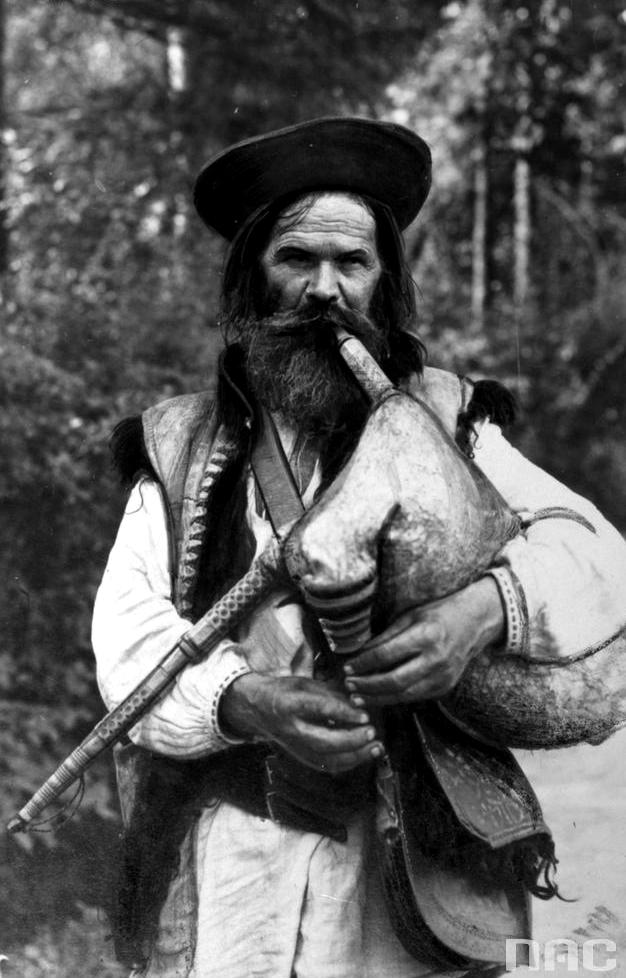
Дудар Козьма Михайлюк
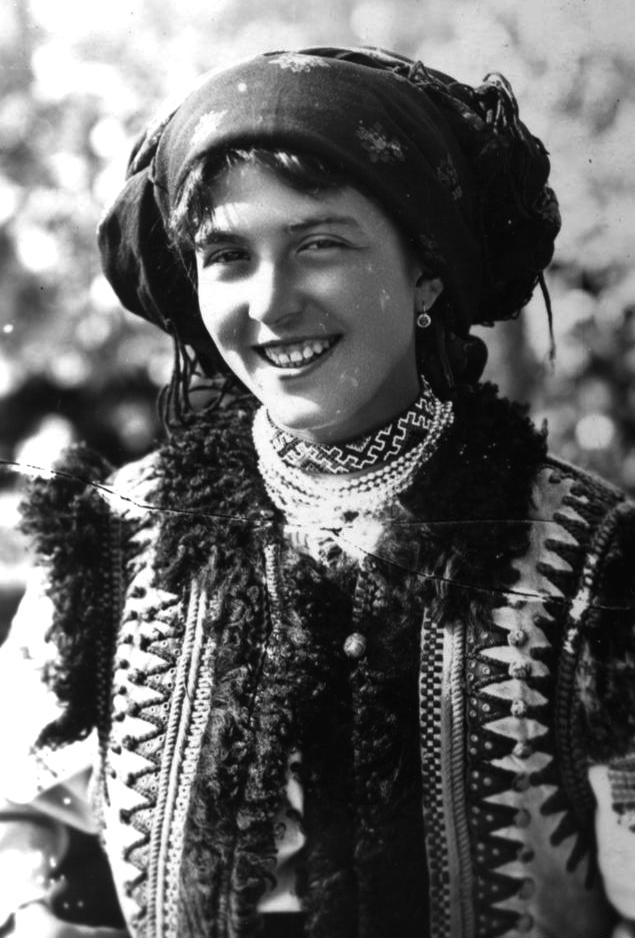
Гуцулка
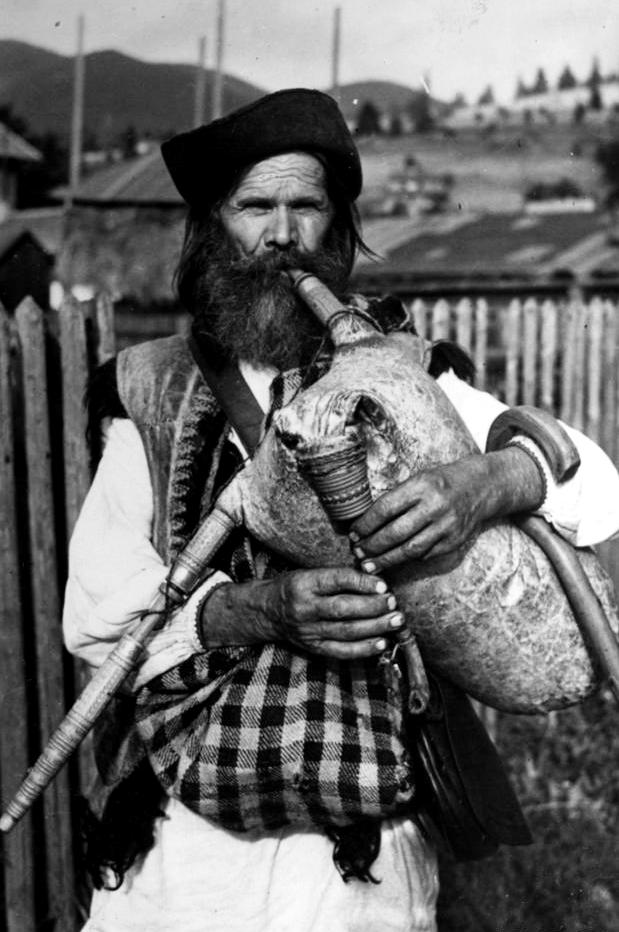
Дудар Козьма Михайлюк з бисагами, 1931

### Весільний цикл
Цілу низку світлин присвячено весільному обряду. Більшість з них фотограф зробив на Верховинщині. Серед фотографій є урочисті портрети молодят, а також різноманітні сцени традиційного гуцульського весілля як-то весільний похід на конях, вінчання в церкві, весільне ворожіння, танці, тощо. Фотографії молодих пар вражають багатством традиційного гуцульського весільного вбрання. «Княгині» вбрані в чільця, ошатний гуцульський стрій завершує біла весільна ґуґля. У строї «князя» ґуґлю іноді замінює весільна манта. Решта світлин розповідає про гуцульські весільні обряди, які подекуди вже втрачені.

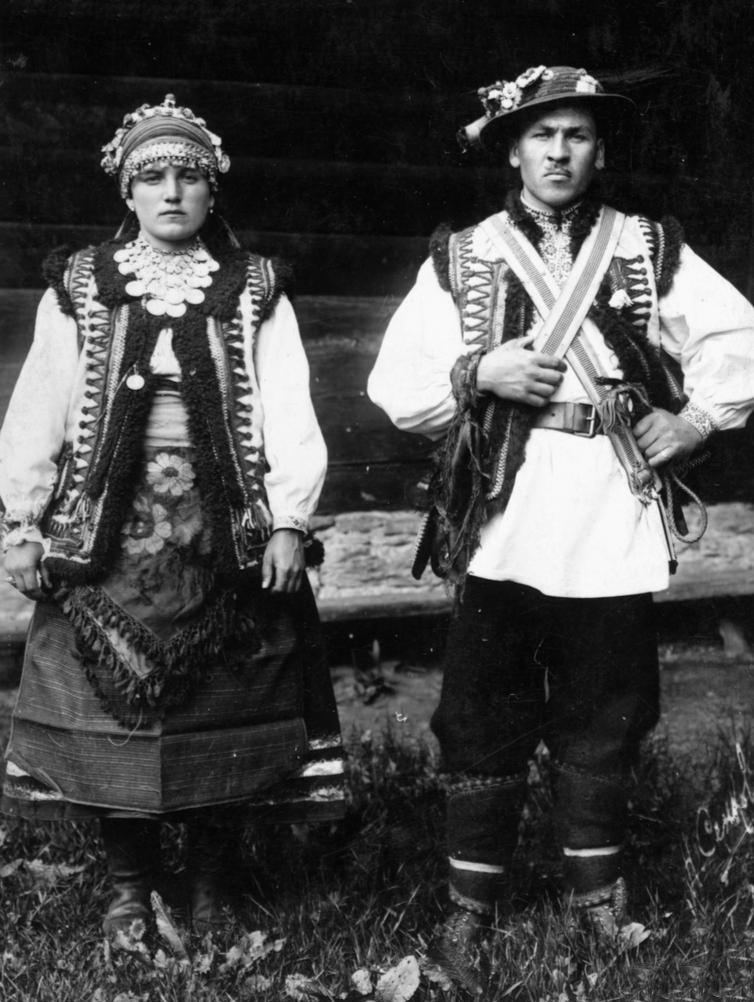
«Князь» і «княгиня»
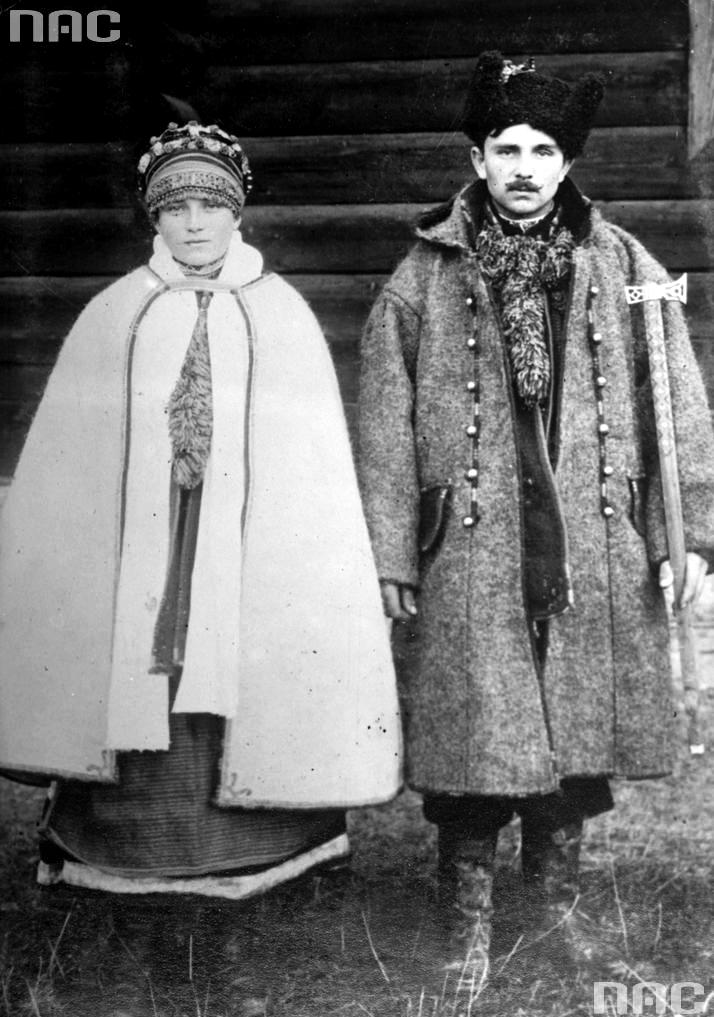
Молода пара
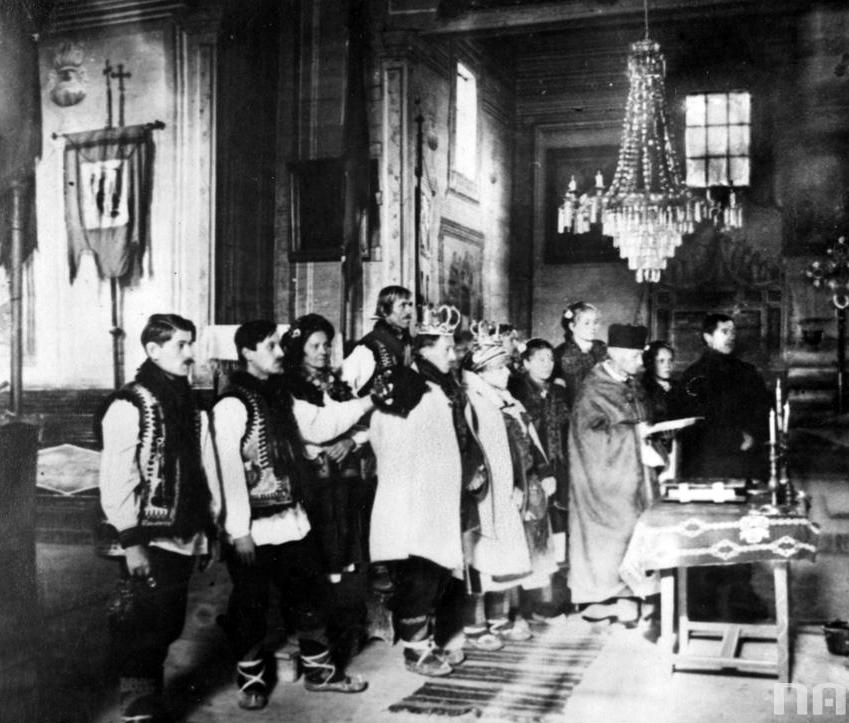
Вінчання в церкві

## Спадок Миколи Сеньковського
Щодо загального обсягу світлин Миколи Сеньковського, що дійшли до нас, то слід зазначити, що у 1945 році, під час арешту дружини Євгенії, радянські солдати чоботами розчавили значну частину фотоспадку Миколи Сеньковського. Більшість з того, що залишилось, зберігається у сина, а також у П.Арсенича, в обласному музеї в Івано-Франківську та в Музеї Гуцульщини і Покуття ім. Й. Кобринського в Коломиї. Юрій Сеньковський популяризує творчий здобуток свого батька. Зокрема, опрацював і перевидав унікальну роботу Миколи Сеньковського «Східні Карпати — Чорногора». Нині Юрій Миколайович готує до видання «Фотоальбом Миколи Сеньковського»., що має вийти у видавництві «Леополь». 
Нині світлини Миколи Сеньковського часто публікуються у виданнях, присвячених Гуцульщині задля ілюстрації гуцульського побуту початку XX століття. Серед таких видань зокрема:
- І.Сеньків «Гуцульська спадщина» — К.:, 1995;
- Pelplin «Odkrywanie Huculszczyzny» — Gdansk, 2002;
- «Гуцульщина — перлина Українських Карпат: Альбом». — Філядельфія, 1998;
- «Історія Гуцульщини»/за ред. М.Домашевського
- «Гуцульська вишивка з колекції НМНМГП імені Й. Кобринського»/ Загальна редакція О. Никорак — К.: Родовід, 2010. — 200 с. ISBN 966-7845-52-0 та ін.

Роботи Миколи Сеньковського надихають художників. Юзефа Кратохвиля-Відимська використала світлини М. Сеньковського «Гуцул із Ворохти» та «Стара гуцулка» як прообрази для своїх офортів і гравюр із серії «Гуцульські мотиви». Вгадується образ Старої гуцулки і в однойменній роботі із циклу «Жіночі головні убори» Надії Мартиненко. Різьбяр Юрій Павлович помістив різьблений портрет Чукутихи поруч з портретами Володимира Шухевича і Юрія Шкрібляка у своєму триптиху «Вікно в гуцульський світ».